# فلسفة تعدد زوجات الرسول (كتاب)
فلسفة تعدد زوجات الرسول هو كتاب من تأليف مجتبى الحسيني الشيرازي، يشرح فيه فلسفة وأسباب تعدد زوجات النبي محمد، وقد كتب في مقدمة كتابه: 
.